# Flora (botanik)
 For alternative betydninger, se Flora. (Se også artikler, som begynder med Flora)
Flora (af latin Flora), er et botanisk begreb, der dækker den samlede mængde plantearter, der lever, har levet eller kan leve inden for et bestemt område.  (Det tilsvarende begreb om dyreliv er fauna)
Det er specielle karaktertræk ved arternes nichetilpasning, deres indvandringshistorie eller lokale uddøen, der afgør, om de faktisk findes på en egnet biotop.
Hvis man interesserer sig for de planter som rent faktisk lever inden for området, så beskæftiger man sig derimod med stedets vegetation.
Eksempler på floraer:
- Grønlands Flora
- Sæterflora i Dolomitterne
- Mosflora i Almindingen
- Pyrenæernes flora

## Flora historisk
Undertiden (især historisk) bliver bakterier og svampe også regnet som en del af floraen, se fx tarmflora og jordbundsflora. Men stringent set hører bakterier og svampe ikke til planteriget.